# Porculanska lađica
Porculanska lađica  je vrsta sitnog laboratorijskog posuđa koje se koristi za reakcije malih količina tvari pri visokim temperaturama unutar električnih peći ili reakcijskih cijevi od teškotaljivog ili kvarcnog stakla. Nisu glazirane. Smiju se zagrijavati do maksimalne temperature od 1200 °C.